# Strukturmotiv
Ein Strukturmotiv bezeichnet in der Biochemie einen Satz von zwei oder mehr Sekundärstrukturen in Biopolymeren mit funktioneller Bedeutung oder ein Teil einer Proteindomäne. Strukturmotive in Proteinen sind meistens konserviert und weisen auf eine teilweise funktionelle Ähnlichkeit der Proteine mit dem gleichen Strukturmotiv hin.
Beispiele für Strukturmotive in Proteinen sind die Omega-Schleife, der Zinkfinger, das Helix-Turn-Helix-Motiv, das CSK4-Motiv, das Nest-Motiv und das Nischen-Motiv.